# Nova Twins
Nova Twins és un duet de rock anglès format a Londres el 2014 per la vocalista/guitarrista Amy Love i la baixista Georgia South. El seu àlbum de debut, Who Are the Girls? , es va publicar el febrer de 2020. El seu segon àlbum, Supernova, va ser presentat el juny de 2022. Supernova va ser preseleccionat per al premi Mercury 2022 i va fer que el grup rebés dues nominacions als premis Brit de 2023. El seu tercer àlbum, Parasites & Butterflies, es va publicar l'agost de 2025.

## Història

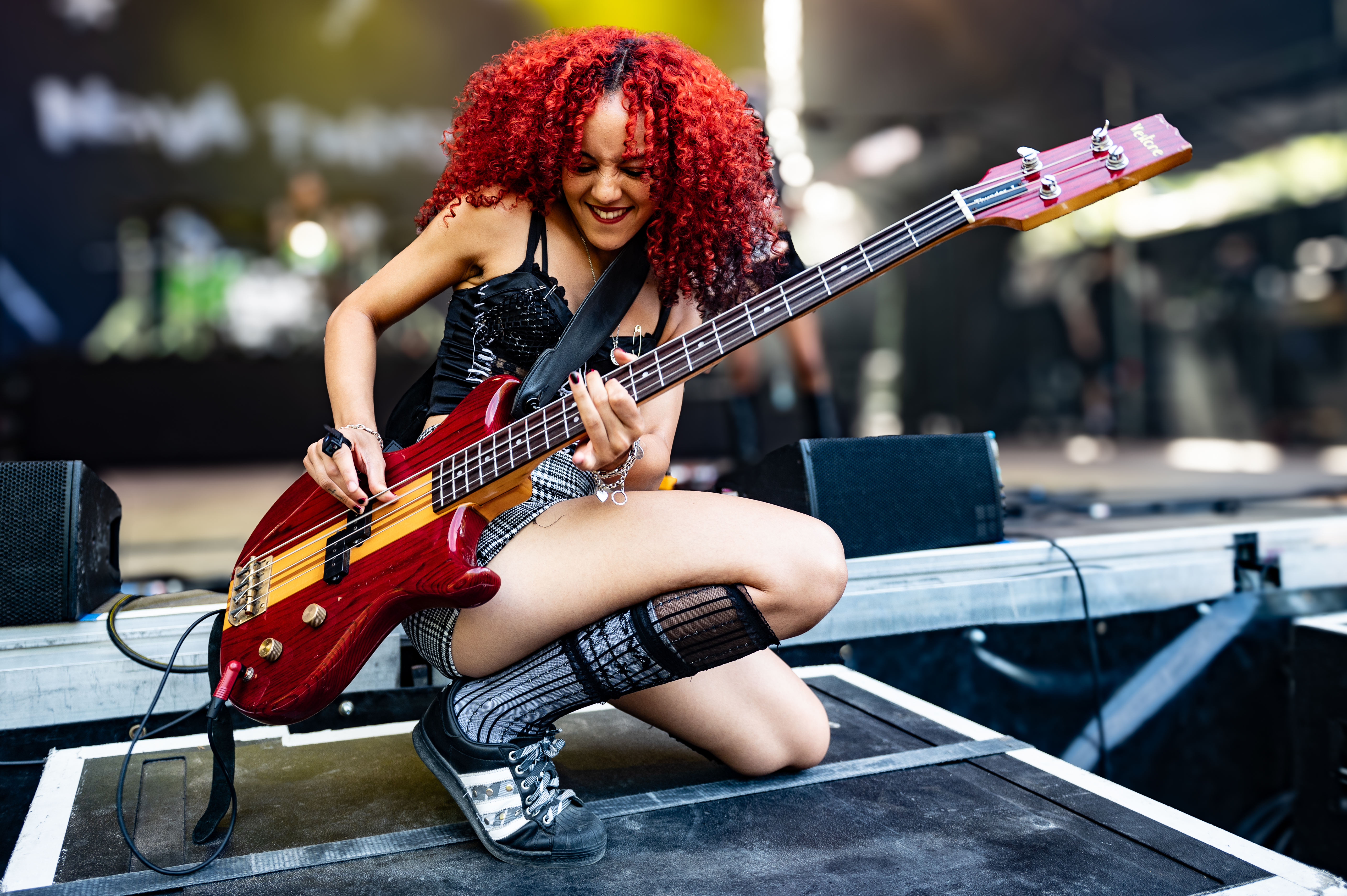
Georgia South

Love i South són amigues des de la infància. Totes dues tenen orígens familiars mixtos: Love és d'origen iranià i nigerià, i South és d'ascendència jamaicana i australiana. Van formar una banda juntes el 2014 anomenada BRAATS i van publicar la cançó «Bad Bitches». Més endavant aquell any es van decidir pel nom de Nova Twins i van presentar la seva primera cançó «Bassline Bitch» a l'abril de 2015. Aquesta cançó va cridar l'atenció del segell independent Robotunes, que les va fitxar i va publicar el seu primer EP homònim el 2016.
Després d'un concert al festival francès Rencontres Trans Musicales el desembre de 2016, Nova Twins va passar la major part del 2017 girant per diversos països i com a teloners de Prophets of Rage. Des de llavors han telonejat Muse, Wolf Alice, Bring Me The Horizon, Little Simz, Yungblud, Dream Wife, Black Honey, Enter Shikari i Skunk Anansie. El 2017 Nova Twins va publicar els senzills «Thelma & Louise» i «Mood Swings» i va començar la seva pròpia línia de roba personalitzada anomenada Bad Stitches.
El 2018 Nova Twins va publicar els senzills «Hit Girl» i «Lose Your Head» i va continuar de gira amb concerts a Europa i Amèrica, inclosa una aparició al festival Afropunk de Brooklyn. Cap a finals d'aquell any va començar a gravar el seu àlbum de debut amb el productor Jim Abbiss. El 2019 va fer una gira amb Prophets of Rage. Els senzills «Devil's Face» i «Vortex» del seu següent àlbum es van publicar amb els corresponents videoclips. També va col·laborar amb diverses marques, com Dr. Martens, en una campanya internacional, aportant música i imatges. El seu àlbum de debut Who Are the Girls? es va publicar el 28 de febrer de 2020 i va rebre crítiques positives a Kerrang! i Clash. Nova Twins va guanyar el premi al millor grup innovador del Regne Unit als Heavy Music Awards 2020.
Abans de la seva actuació al Festival de Glastonbury el 2023 a l'Other Stage, Elton John va elogiar Nova Twins, nomenant-lo com un dels seus 4 millors concerts per a veure-hi. El 2024,el grup va aparèixer a la gira estatunidenca de Foo Fighters, a la vegada que gravava un nou àlbum amb el productor Rich Costey de nom Parasites & Butterflies.
Nova Twins ha aparegut a les portades de revistes musicals com ara Alternative Press, NME, Rock Sound, Upset, Notion, Total Guitar, DSVCRD i a Kerrang! dues vegades.

## Estil musical

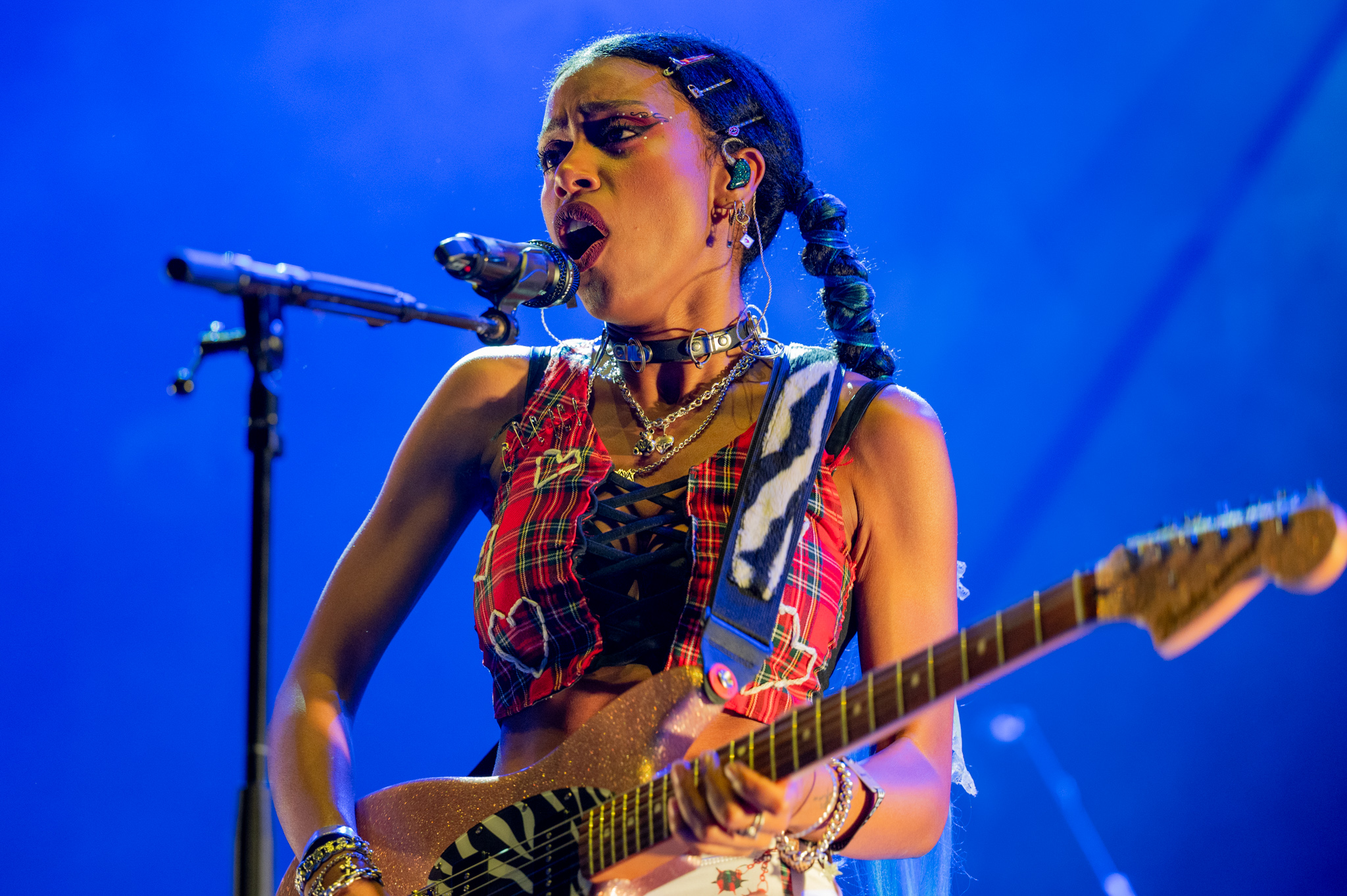
Amy Love

Nova Twins ha estat descrit per The Guardian com un «duo de baix heavy que fusiona grime i punk», i per NME com «la banda que reescriu les regles de la música alternativa».
Love i South es van inspirar primer en la música de Destiny's Child. Quan es va traslladar a Londres, Love va escoltar música de MC5, New York Dolls, Kiss, The Sweet i Led Zeppelin. South va estar influenciada per Skrillex i NERD, i sobretot amb la manera com Timbaland manipulava instruments amb processament electrònic. Love cita l'estil en solitari de Jack White i St. Vincent com a influència. South va elogiar la manera com Missy Elliott es vesteix, i va admirar la qualitat «atemporal» de la seva música. Love va considerar que «l'energia en viu» de The Prodigy és difícil d'igualar.

## Activisme
El 2021 Nova Twins va escriure una carta oberta als premis MOBO demanant que introduïssin una categoria de rock alternatiu. En la carta van destacar la necessitat d'ampliar la representació dins del gènere. Els MOBO van emetre una resposta a través de Twitter, indicant que s'havia rebut la carta i que l'assumpte s'estava discutint internament. El 2022 els premis MOBO van presentar una categoria totalment nova, la de Millor concert de música alternativa amb Nova Twins com un dels primers nominats.
El 2023 Nova Twins va presentar una beca per a l'escola internacional de música londinenca Institute of Contemporary Music Performance (ICMP), que cobria el cost de les taxes de matrícula de tres anys d'un estudiant per a un Bachelor of Arts de música creativa. El duet va anunciar la beca a Twitter, afirmant: «Que se li doni una oportunitat pot marcar la diferència i si no fos per les oportunitats que hem tingut, Nova Twins no existiria".

## Discografia

### Àlbums
- Who Are the Girls? (2020)
- Supernova (2022)
- Parasites & Butterflies (2025)

### EP
- Nova Twins (2016)
- Thelma and Louise (2017)
- Mood Swings (2017)